# Фонетичні характеристики звуків
Фонематична транскрипція — це тип фонетичної транскрипції, що фіксує не всі звукові особливості, а лише ті, які мають функціональне значення у мові, тобто допомагають розрізняти слова і граматичні форми. Основною одиницею фонематичної транскрипції є фонема.

### Фонема
Фонема (грец. φώνημα — «звук, голос») — найменша неподільна одиниця звукової будови мови, що використовується для побудови та розрізнення морфем і слів. Це абстрактна одиниця, яка в усному мовленні реалізується у вигляді конкретних звуків або алофонів.

### Функції фонеми
- Конститутивна — фонеми слугують для побудови слів;
- Дистинктивна (смислорозрізнювальна) — дозволяють розрізняти значення слів: кіт — кит, грати — ґрати;
- Перцептивна — фонеми легко сприймаються на слух;
- Експресивна — використовується для емоційного забарвлення: жааль…; Оце таак!;

### Алофони й варіації
Фонеми реалізуються у вигляді алофонів — варіантів фонеми, що не змінюють значення слова. Існують:
- позиційні алофони (залежні від оточення),
- індивідуальні варіації (вимова окремої особи),
- територіальні варіації (вимова, притаманна певному регіону).

## Класифікація приголосних
Приголосні класифікуються за:
- Акустичними ознаками:
  - Сонорні звуки: [м], [н], [л], [р], [в], [й] тощо;
  - Шумні:
    - дзвінкі: [б], [д], [г], [з], [ж], [дж];
    - глухі: [п], [т], [к], [с], [ш], [ч].
- Місцем творення:
  - губні (білабіальні, лабіо-дентальні),
  - передньоязикові, середньоязикові, задньоязикові,
  - глоткові (фарингальні).
- Способом творення:
  - проривні (вибухові),
  - щілинні (фрикативні),
  - зімкнено-прохідні (носові, латеральні, вібранти),
  - африкати.

## Фонетичні характеристики приголосних
У таблиці подано основні артикуляційні характеристики приголосних фонем української мови у фонематичній транскрипції.
| Фонема     | Акустична ознака | Місце творення                        | Спосіб творення             | Фокусність   | Твердість/М'якість | Особливості        |
| ---------- | ---------------- | ------------------------------------- | --------------------------- | ------------ | ------------------ | ------------------ |
| /б/        | Дзвінкий, шумний | Губно-губний                          | Зімкнено-проривний          | Однофокусний | Твердий            | Чистий             |
| /в/        | Сонорний         | Губний                                | Щілинний                    | Однофокусний | Твердий            | Чистий             |
| /г/        | Дзвінкий, шумний | Фарингальний                          | Щілинний                    | Однофокусний | Твердий            | Чистий             |
| /ґ/        | Дзвінкий, шумний | Задньоязиковий, велярний              | Зімкнено-проривний          | Однофокусний | Твердий            | Чистий             |
| /д/        | Дзвінкий, шумний | Передньоязиковий, зубний              | Зімкнено-проривний          | Однофокусний | Твердий            | Чистий             |
| /ж/        | Дзвінкий, шумний | Передньоязиковий, альвеолярний        | Щілинний (серединний)       | Двофокусний  | Твердий            | Чистий             |
| /з/        | Дзвінкий, шумний | Передньоязиковий, зубний              | Щілинний (серединний)       | Однофокусний | Твердий            | Чистий             |
| /й/ (/j/)  | Сонорний         | Середньоязиковий, середньопіднебінний | Щілинний                    | Однофокусний | М'який             | Чистий             |
| /к/        | Глухий, шумний   | Задньоязиковий, велярний              | Зімкнено-проривний          | Однофокусний | Твердий            | Чистий             |
| /л/        | Сонорний         | Передньоязиковий, зубний              | Щілинний (латеральний)      | Однофокусний | Твердий            | Чистий             |
| /л´/       | Сонорний         | Передньоязиковий, зубний              | Щілинний (латеральний)      | Однофокусний | М'який             | Чистий             |
| /м/        | Сонорний         | Губно-губний                          | Зімкнено-прохідний          | Однофокусний | Твердий            | Носовий            |
| /н/        | Сонорний         | Передньоязиковий, зубний              | Зімкнено-прохідний          | Однофокусний | Твердий            | Носовий            |
| /н´/       | Сонорний         | Передньоязиковий, зубний              | Зімкнено-прохідний          | Однофокусний | М'який             | Носовий            |
| /п/        | Глухий, шумний   | Губно-губний                          | Зімкнено-проривний          | Однофокусний | Твердий            | Чистий             |
| /р/        | Сонорний         | Передньоязиковий, альвеолярний        | Вібрант                     | Однофокусний | Твердий            | Чистий             |
| /р´/       | Сонорний         | Передньоязиковий, альвеолярний        | Вібрант                     | Однофокусний | М'який             | Чистий             |
| /с/        | Глухий, шумний   | Передньоязиковий, зубний              | Щілинний                    | Однофокусний | Твердий            | Чистий             |
| /с´/       | Глухий, шумний   | Передньоязиковий, зубний              | Щілинний                    | Однофокусний | М'який             | Чистий             |
| /т/        | Глухий, шумний   | Передньоязиковий, зубний              | Зімкнено-проривний          | Однофокусний | Твердий            | Чистий             |
| /т´/       | Глухий, шумний   | Передньоязиковий, зубний              | Зімкнено-проривний          | Однофокусний | М'який             | Чистий             |
| /ф/        | Глухий, шумний   | Губний                                | Щілинний                    | Однофокусний | Твердий            | Чистий             |
| /х/        | Глухий, шумний   | Задньоязиковий, велярний              | Щілинний (серединний)       | Однофокусний | Твердий            | Чистий             |
| /ц/        | Глухий, шумний   | Передньоязиковий, зубний              | Зімкнено-щілинний           | Однофокусний | Твердий            | Чистий             |
| /ц´/       | Глухий, шумний   | Передньоязиковий, зубний              | Зімкнено-щілинний           | Однофокусний | М'який             | Чистий             |
| /ч/        | Глухий, шумний   | Передньоязиковий, альвеолярний        | Зімкнено-щілинний           | Двофокусний  | Твердий            | —                  |
| /ш/        | Глухий, шумний   | Середньоязиковий, альвеолярний        | Щілинний (серединний)       | Двофокусний  | Твердий            | Чистий             |
| /д͡ж/       | Дзвінкий, шумний | Передньоязиковий, альвеолярний        | Африката                    | Двофокусний  | Твердий            | Шиплячий, сибілянт |
| /ў/        | Сонорний         | Губно-губний                          | Щілинний                    | —            | Твердий            | Позиційний         |
| /щ/ (/шч/) | Глухий, шумний   | Передньоязиковий, альвеолярний        | Африката (зімкнено-щілинна) | Двофокусна   | Тверда             | Складна            |

## Фонетичні характеристики голосних
Голосні фонеми української мови класифікуються за рядом, підняттям язика та лабіалізацією. В українській мові налічується 6 голосних фонем:
| Фонема | Ряд      | Підняття язика  | Лабіалізація     | Особливості               |
| ------ | -------- | --------------- | ---------------- | ------------------------- |
| /а/    | Середній | Низьке          | Нелабіалізований | —                         |
| /е/    | Передній | Середнє         | Нелабіалізований | —                         |
| /и/    | Середній | Вище середнього | Нелабіалізований | —                         |
| /і/    | Передній | Високе          | Нелабіалізований | —                         |
| /о/    | Задній   | Середнє         | Лабіалізований   | Наголошений/ненаголошений |
| /у/    | Задній   | Високе          | Лабіалізований   | —                         |

## Історія
Учення про фонему як окрему від звука одиницю сформував у 70–80-х роках XIX ст. мовознавець Іван (Ян) Бодуен де Куртене. Термін «фонема» ввів його учень — Микола Крушевський. Бодуен де Куртене активно досліджував слов'янські мови, зокрема українську, виступав за її визнання і використання.